# Bộ Lưỡi rắn
Bộ Lưỡi rắn (danh pháp khoa học: Ophioglossales) là một bộ chứa các loài  dương xỉ có thể bào tử có dạng giống như lưỡi con rắn. Theo truyền thống chúng được đưa vào trong ngành Dương xỉ (Pteridophyta), nguyên thủy như một họ và sau đó là như một bộ. Trong một số phân loại, nhóm này được đặt trong ngành riêng tách biệt, gọi là Ophioglossophyta, nhưng các nghiên cứu hệ thống hóa phân tử gần đây đã chỉ ra rằng bộ Ophioglossales có quan hệ gần với bộ Quyết lá thông (Psilotales). Phân loại gần đây nhất của Smith và ctv. (2006) đặt hai bộ này cạnh nhau trong lớp Quyết lá thông (Psilotopsida)
Ophioglossales chỉ chứa một họ, Ophioglossaceae, mà trong một số phân loại đôi khi được tách ra thành 2 hay 3 họ, lần lượt là lưỡi rắn, Ophioglossaceae, và âm địa quyết Botrychiaceae. Loài khác biệt Helminthostachys zeylanica (sâm chân rết, sâm bòng bong, nhập địa ngô công, thất chỉ quyết hay quản trọng) đôi khi được đặt trong họ riêng của chính nó là Helminthostachyaceae. Loài mới phát hiện gần đây và chi mới, Mankyua chejuense, làm cho bức tranh càng thêm phức tạp. Các xử lý gần đây nhất về các dạng lưỡi rắn đều coi tất cả chúng chỉ nằm trong một họ Ophioglossaceae.
Các loài thực vật này có các bào tử sống ngắn ngày được hình thành trong các túi bào tử thiếu hàng các tế bào hình khuyên bao quanh ổ túi bào tử và sinh ra trên cuống tách ra từ phiến lá; và các rễ to dày. Nhiều loài chỉ ra một lá lược hay phiến lá mỗi năm. Một số loài chỉ sinh ra các bông sinh sản mà không có phiến lá thông thường. Các thể giao tử là dạng sống ngầm dưới đất. Các bào tử sẽ không nảy nở nếu bị đưa ra ngoài ánh sáng, và các thể giao tử có thể sống khoảng 20 năm mà không hình thành nên thể bào tử.
Chi Ophioglossum có số nhiễm sắc thể cao nhất trong số các loài thực vật đã biết. Loài giữ kỷ lục hiện nay là Ophioglossum reticulatum, với số nhiễm sắc thể đạt tới 1.260.

## Phân loại
- Họ Ophioglossaceae
  - Ophioglossum (kể cả Cheiroglossa)
  - Mankyua
- Họ Botrychiaceae
  - Botrychium: Âm địa
  - Botrypus 
  - Sceptridium
  - Helminthostachys đôi khi còn được xếp vào họ Ophioglossaceae (Xem Ophioglossales)